# Bob Livingston
Pour les articles homonymes, voir Famille Livingston, Robert Livingston (homonymie) et Livingston.
Robert Linlithgow Livingston, Jr. dit Bob Livingston, né le 30 avril 1943 à Colorado Springs, est un homme politique américain membre du Parti républicain.
Descendant d'Henry W. Livingston, il est membre de la Chambre des représentants des États-Unis de 1977 à 1999.

### Articles annexes
- Liste des représentants de Louisiane